# فرودگاه صحرایی ازوا دامنیکا
فرودگاه صحرایی ازوا دامنیکا (به انگلیسی: Azua Dominica Field) یک فرودگاه همگانی است که یک باند فرود سنگفرش دارد و طول باند آن ۳۵۰ متر است. این فرودگاه در کشور جمهوری دومینیکن قرار دارد و در ارتفاع ۷ متری از سطح دریا واقع شده‌است.